# Кунин, Сергей Николаевич
Сергей Николаевич Кунин (род. 17 марта 1958, Горький) — советский хоккеист, защитник.
Воспитанник горьковского «Торпедо». Серебряный призёр юношеского чемпионата ССР в составе команды, участник Кубка СССР 1975/76. Игрок «Полёта» Горький во второй лиге (1975/76). Армейскую службу проходил в составе ЦСКА (бронзовый призёр молодёжного чемпионата СССР 1976/77) и СКА МВО Липецк (1977/78). 14 сезонов (1978/79 — 1991/92) отыграл в чемпионате страны за «Торпедо».